# Blace
Blace (kyrillisch Блаце) ist ein Ort mit 5.261 Einwohnern im serbischen Bezirk Toplica.
Mit einer Fläche von 306 km² ist es die drittgrößte Gemeinde der Region. Die Opština Blace hat 11.660 Einwohner.